# 다카토리역 (효고현)
다카토리역(일본어: 鷹取駅)은 일본 효고현 고베시 스마구에 위치한 서일본 여객철도의 역이다.

## 역 구조
내측선에 1면 2선의 섬식 승강장을 가진 고가역이다. 개찰구는 1개뿐이다.
어번 네트워크 구역의 일부로 이코카 및 제휴 IC 카드의 사용이 가능하다. 보통만 정차한다.
| 1 | ■JR 고베 선 (하행선) | 니시아카시・히메지 방면           |
| 2 | ■JR 고베 선 (상행선) | 산노미야・아마가사키・오사카 방면 |

## 특징
- 일본화물철도 (JR 가모쓰)의 고베 화물터미널 역과 동일역으로 취급된다.
- 역 구내의 광대한 유치선들은 1931년 나다역 ~ 다카토리 역 간의 고가화 당시 화차 조차장 (다카토리 조차장)으로서 설치된 것이다. 효고역의 고가화에 따라 이 역의 화물 취급 설비는 지상에 남아 효고 역에서 다카토리 역까지의 간이 운전선을 통해 연락되어 본선과 합류하도록 하였으나, 이 당시에 다카토리 역을 확장하여 다카토리 공장과의 사이에 화물 조차장을 설치해 여객 설비는 남쪽으로 이전되게 되었다. 고가화 사업은 지상 잔존선을 이전시키기 위한 고가 복선의 건설이 제1차, 복복선화를 위해 새로운 고가 복선을 건설한 것이 제2기로 나뉘지만 제1차 작업이 완성되어 고가 운전이 개시될 시점에 이미 효고 ~ 다카토리 간은 3선 구조 (일부는 4선 구조)였다.
- 가와사키 중공업 효고 공장에서 제작된 철도 차량은 위에서 언급한 대로 효고 역 ~ 다카토리 역 간을 연결하는 간이 운전선을 경유하여 반드시 다카토리 역 구내의 유치선까지 회송된다. 승강장에서 잘 보이는 곳에 정차하기 때문에 철도 동호인들의 사진 촬영 대상이 되기도 한다.
- 효고 역 ~ 다카토리 역 간의 간이 운전선은 2000년 2월 1일 이후 재래선 승무원들의 비상시 대응 능력 향상을 도모키 위하여 실제 전동차를 운전하는 비상시 대응 훈련선으로 사용되고 있다. 이 훈련선의 관리를 위해 '고베 승무원 훈련 센터'가 효고역 구내에 세워져 있다.

## 역사
다카토리 역은 다카토리 공장이 개업하고 한달 뒤에 개업한 것이어서 다카토리 공장 종업원의 통근 편의를 도모하는 데 목적이 맞추어져 있었다. 공장에서는 선로 하의 통로를 거쳐 역 승강장 동쪽 끝의 종업원 전용구로 들어갈 수 있었다.
예전에는 유개차용 화물 승강장 (현재의 고베 화물터미널 역과는 별도로 스마구청 부근의 당시 화물 승강장 부지는 일반 주택 등으로 이용되고 있다.) 이 존재했었다. 그 이외에 역 서쪽으로 측선이 분기되어 미쓰비시 석유 등의 공장과 연결되는 전용 화물선도 있어 석유 수송도 실시하고 있었다. 다만 현재는 폐선되어 그 부지는 개인 용도로 사용되고 있다.
또 역 구내 북쪽에 서일본 여객철도의 서일본 여객철도 다카토리 공장이 존재했었지만 한신·아와지 대지진에 의해 공장 자체가 피해를 받은 것이나 부지를 고베시 당국의 시가지 부흥 사업에 공여하기 위해 아보시 종합 차량소에 그 기능을 이전해 2000년 3월 31일을 끝으로 폐쇄되었다. 하지만 다카토리 공장은 와다미사키 선의 차량 기지 역할도 하고 있었기 때문에 공장 폐쇄 후에도 차량기지의 기능은 남아 있었지만 2001년에 와다미사키 선 전철화에 따라 그 기능 또한 사라졌다.
아래는 다카토리 역의 연혁이다.

### 연표
- 1900년 3월 1일 - 다카토리 공장 개설
- 1900년 4월 1일 - 산요 철도 효고 ~ 스마 간에 다카토리 역 개업. 여객 및 화물 취급 개시.
- 1906년 12월 1일 - 산요 철도의 국유화에 의해 일본국유철도 소속이 되었다.
- 1909년 10월 12일 - 노선 명칭 제정에 따라 산요 본선에 해당하게 되었다.
- 1931년 10월 10일 - 나다역 ~ 다카토리 역 간의 고가화 선로 사용 개시. 효고 ~ 다카토리 3선화.
- 1934년 7월 20일 - 스이타 ~ 스마역 간 전기 철도 운전 개시.
- 1938년 9월 22일 - 효고 역 ~ 다카토리 역 5선화.
- 1965년 3월 28일 - 다카토리 역 ~ 니시아카시역 간 복복선화.
- 1982년 2월 1일 - 화물 취급 폐지.
- 1987년 3월 31일 - 화물 취급 재개. 다만 이 시점에서는 화물 설정이 없었다.
- 1987년 4월 1일 - 민영화에 의해 서일본 여객철도 및 일본화물철도의 소속이 된다.
- 1995년 1월 17일 - 한신·아와지 대지진에 의해 영업 중단.
- 1995년 1월 30일 - 고베 ~ 스마역 운행 재개.
- 2000년 4월 1일 - 다카토리 공장 폐쇄. 와다미사키 선의 차량기지만 아보시 종합 차량소 다카토리 지소로서 남는다.
- 2001년 7월 1일 - 와다미사키 선의 전철화로 아보시 종합 차량소 다카토리 지소 폐쇄.
- 2003년 11월 1일 - 이코카의 사용이 개시되었다.
- 2003년 12월 1일 - 일본화물철도 다카토리 역이 고베 화물터미널 역으로 개칭.

## 인접정차역
| 서일본 여객철도 산요 본선 | 서일본 여객철도 산요 본선 | 서일본 여객철도 산요 본선      |
| ------------------------- | ------------------------- | ------------------------------ |
| 신나가타 교토 방면        | ■ JR 고베 선 보통         | 스마카이힌코엔 니시아카시 방면 |